# Michael Felder
Michael Felder (* 10. Mai 1966 in Gernsbach; † 5. August 2012 in Zermatt) war ein deutscher römisch-katholischer Theologe.

## Leben
Felder studierte Katholische Theologie an der Eberhard Karls Universität Tübingen, in Malta und in Rom und absolvierte eine kirchenmusikalische Ausbildung. 1993 wurde er von Walter Kasper, dem damaligen Bischof der Diözese Rottenburg-Stuttgart, zum Priester geweiht. Er war als Vikar mit Schwerpunkt Jugendarbeit in Waiblingen und Wangen im Allgäu tätig. 1999 wurde er mit seiner Dissertationsschrift Das Zeugnis der Nachfolge. Die Spiritualität der Religionslehrer/innen bei Jacques Schepens an der Päpstlichen Universität der Salesianer zum Dr. theol. promoviert. Bis 2004 arbeitete Felder fünf Jahre lang als Pfarrer und Kreisdekan in Spaichingen, bevor er ab 2004 für weitere fünf Jahre als Studierendenpfarrer in Tübingen pastorale Erfahrung sammelte.
2009 übernahm er die deutschsprachige assoziierte Professur für Pastoraltheologie, Religionspädagogik und Homiletik an der Theologischen Fakultät der Universität Fribourg in der Schweiz. Ab 2011 war Felder Schriftleiter der Zeitschrift Diakonia.
Am 5. August 2012 starb er an einem Herzversagen.
Die Nachfolge Michael Felders auf dem Fribourger Lehrstuhl für Pastoraltheologie, Religionspädagogik und Homiletik trat 2013 Salvatore Loiero an.
Felder war Mitglied der katholischen Studentenverbindung KStV Alamannia Tübingen.

## Schriften (Auswahl)
- Spiritualität auf dem Boden der Schule. Das Zeugnis der Nachfolge im Berufsalltag der Religionslehrer/innen. München 2003, ISBN 3-7698-1428-2.
- Aufstand für das Leben. Österliche Ermutigungen. Ostfildern 2008, ISBN 978-3-7867-2706-4.
- (Hrsg.) Mein Jenseits – Gespräche über Martin Walsers „Mein Jenseits“. Berlin University Press, Berlin 2012, ISBN 978-3-86280-028-5.